# برای اینکه (فیلم)
برای اینکه (به هندی: Kyon Ki) یا عشق و جنون فیلمی محصول سال ۲۰۰۵ و به کارگردانی پریادارشان است. در این فیلم بازیگرانی همچون سلمان خان، کارینا کاپور، ریمی سن، جکی شروف، سونیل شتی، اوم پوری، آسرانی، عارون باکشی، شایوریا چوهان ایفای نقش کرده‌اند. این فیلم بازسازی فیلم مالایالم زبان به نام تالواتام محصول ۱۹۸۶ است، همچنین این فیلم دارای الهام از رمان انگلیسی پرواز بر فراز آشیانه فاخته است.

## خلاصه داستان
آناند(سلمان خان) در یک بیمارستان روانی بستری است یکی از پزشکان به نام دکتر سونیل(جکی شروف) او را می‌شناسد سونیل به خانواده آناند مدیون است چون آن‌ها خرج تحصیل سونیل را که کارگر آن خانواده بوده‌است را داده‌اند و آناند او را داداش سونیل صدا می‌کرده‌است. همچنین این بیمارستان روانی را یک دکتر سابق ارتش به نام دکتر کورانا اداره می‌کند.
یکی از پزشکان مرکز به نام تانوی کورانا(کارینا کاپور) که دختر رئیس این تیمارستان است رفتار بدی با آناند دارد و به او سختگیری می‌کند چون آناند مریض شماره ۳۶ است و تانوی خاطره بدی از مریض قبلی آن شماره دارد. دکتر سونیل از تانوی می‌خواهد تا دفتر خاطرات آناند را بخواند و به او کمک کند.
تانوی می‌فهمد که آناند عاشق دختری به نام مایا بوده‌است مایا(ریمی سن) یک راهبه بوده و قصد ازدواج نداشته‌است اما آناند توانسته‌است به هر قیمتی به مایا برسد و او را مجاب به ازدواج کند. پس از ارداج مایا یک بار وانمود کرده‌است که اسب سواری بلد نیست و سوار اسب شده‌است و طوری وانمود کرده‌است که کنترل اسب از دستش خارج شده و ممکن است حادثه پیش بیاید او با این کارش آناند را ترسانده‌است و بار دیگر گفته رانندگی بلد نیست و با ماشین همین کار خطرناک را تکرار کرده‌است ولی هر دو بار به اسب سواری و رانندگی مسلط بوده‌است و دروغ گفته‌است تا آناند را بترساند. مایا یک بار در هتل به آناند می‌گوید: نمی‌دانم آدم‌ها چه جوری در آب شنا می‌کنند. آناند که خیال می‌کند مایا مثل موارد قبل با او شوخی می‌کند او را به درون آب می‌اندازد و خودش می‌رود تا صورت حساب را پرداخت کند اما وقتی بر می‌گردد می‌بیند مایا غرق شده‌است. از آن پس او شوکه می‌شود و او دچار بیماری روانی می‌گردد.
تانوی که بسیار ناراحت شده‌است هرکاری می‌کند تا آناند سلامت خود را باز بیابد او خاطرات آناند و مایا را بازسازی می‌کند و به این روش او را درمان کند و با این روش پس از مدتی آناند بهبود می‌یابد. اما حالا تانوی و آناند عاشق یکدیگر شده‌اند. وقتی پدر تانوی ماجرا را می‌فهمد و متوجه علاقه دخترش به آناند می‌شود با وجود بهبودی آناند، مانع ترخیص او از تیمارستان می‌شود. دکتر کورانا می‌خواهد تا تانوی با مردی به نام کاران ازدواج کند.
دکتر سونیل قصد دارد در یک شب آناند را فراری دهد و برای این کار با تانوی هماهنگ می‌کند تا آن دو باهم از آن جا فرار کنند. اما در همان شب دکتر کورانا که به هیچ قیمتی حاضر به از دست دادن دخترش نیست روی آناند عمل لوبوتومی انجام می‌دهد. سونیل همه جا را دنبال آناند می‌گردد و بالاخره او را می‌یابد ولی وقتی او را در وضعیتی می‌بیند که عمل لوبوتومی رویش انجام شده و ادراکش را از دست داده و بی‌اختیار روی تخت افتاده تصمیم می‌گیرد او را بکشد و از این وضعیت خلاصش کند چون زندگی در این وضع جز زجر کشیدن برای آناند نیست، پس سونیل آناند را خفه می‌کند. سپس سونیل نزد دکتر کورانا می‌رود و از او می‌خواهد تا به پلیس تلفن کند و گزارش قتل را بدهد. همان لحظه تانوی می‌رسد و با شنیدن ماجرا شوکه می‌شود. تانوی به دلیل شوک مرگ آناند، دیوانه می‌شود. او به عنوان یک بیمار در همان مرکز پذیرفته می‌شود و شماره ۳۶ می‌شود.

## بازیگران
- سلمان خان در نقش آناند
- کارینا کاپور در نقش دکتر تانوی کورانا
- جکی شروف در نقش دکتر سونیل
- اوم پوری در نقش دکتر کورانا
- ریمی سن در نقش مایا
- سونیل شتی در نقش کاران